# Султанат Нижняя Яфа
Султанат Нижняя Яфа (араб. سلطنة يافع السفلى‎, Salṭanat Yāfiʿ al-Suflā) или Султанат Яфа Бани Афиф (Saltanat Yafa` Bani `Afif) — арабское государство, существовавшее на территории западной части нынешней мухафазы Абьян в Южном Йемене (с 1681 по 1967 годы). Во главе султаната стояла династия Аль-Афифи.

## История султаната
Территория Султаната Нижняя Яфа исторически была заселена пятью кланами племени Яфа: Аль-Йахри (اليهري), Ас-Саади (السعدي), Аль-Йазиди (اليزيدي), Аль-Калад и Си Нахед. Около 1681 года во главе этого кланового объединения встал род Аль-Афифи, глава которого принял титул султана. В 1895 году Султанат Нижняя Яфа вошел в состав британского Протектората Аден. 11 февраля 1959 года Султанат Нижняя Яфа вместе с ещё пятью йеменскими монархиями вошёл в состав учреждённой англичанами Федерация арабских эмиратов Юга, в 1962 году преобразованной в Федерацию Южной Аравии. Монархия была упразднена в 1967 году, а территория султаната вошла в состав Народной Республики Южного Йемена.

## Султаны Нижней Яфы
- ок. 1681—1700 гг. Афиф
- ок. 1700—1720 гг. Кахтан ибн Афиф
- ок. 1720—1740 гг. Сайф ибн Кахтан аль-Афифи
- ок. 1740—1760 гг. Маауда ибн Сайф аль-Афифи
- ок. 1760—1780 гг. Галиб ибн Маауда аль-Афифи
- ок. 1780—1800 гг. Абд аль-Карим ибн Галиб аль-Афифи
- ок. 1800—1841 гг. Али I ибн Галиб аль-Афифи
- 1841—1873 гг. Ахмад I ибн Али аль-Афифи
- 1873—1885 гг. Али II ибн Ахмад аль-Афифи
- 1885—1891 гг. Мухсин I ибн Ахмад аль-Афифи
- 1891—1893 гг. Ахмад II ибн Али аль-Афифи
- 1893—1899 гг. Абу Бакр ибн Шаиф аль-Афифи
- 1899—1916 гг. Абдаллах ибн Мухсин аль-Афифи
- 1916—1925 гг. Мухсин II ибн Али аль-Афифи
- 1925—1958 гг. Айдарус ибн Мухсин аль-Афифи
- 1947—1949 гг. регент
- 1958 (факт. 1954)—28.08.1967 гг. Махмуд ибн Айдарус аль-Афифи